# Ruine Ramstein (Bretzwil)
Die Burg Ramstein ist die Ruine einer mittelalterlichen Felsenburg im Kanton Basel-Landschaft, in der Schweiz.

## Lage
Die Ruine Ramstein liegt etwa 700 Meter südlich des Dorfes Bretzwil bei 849 m ü. M. auf einem mächtigen Felskopf, einem nördlichen Ausläufer des Aletenchopfs. In ihrer unmittelbaren Nachbarschaft, 250 m östlich der Ruine, liegt der Schlosshof Ramstein, der heute noch bewirtschaftet wird.

## Anlage
Von der einst mächtigen Burg sind nur noch einige verwitterte Mauerreste erhalten. Abbildungen der Burg reichen bis ins 17. Jahrhundert zurück. Viele der folgenden Angaben beziehen sich darauf.
Der ehemalige Zugang erfolgte von Süden her via einen an der Ostseite der Festung errichteten Zwinger. Dies ist eines der vielen Beispiele, das widerlegt, dass Zwinger stets so angelegt wurden, dass die rechte nicht vom Schild geschützte Seite eines Reiters dem Verteidiger preisgegeben war. Beim Betreten der Burg mussten im Zwinger zwei Tore passiert werden, bevor hinter Torgraben und Fallbrücke das Haupttor erreicht wurde. Die Mauer, ausgerüstet mit einem Wehrgang, folgte den Geländekanten und umschloss die dadurch unregelmässige geformte Burganlage.
Im Innenhof gruppierten sich Gebäude an die Ringmauer und im südlichen Teil der Burg erhob sich auf der gut sichtbaren Felsrippe die Oberburg. Diese bestand aus einem Wohntrakt mit Kapelle, einer Zisterne für Regenwasser und dem runden Hauptturm der Festung. Weil eine solch grosse Anlage nicht nur aus der Zisterne versorgt werden konnte, bestand auch eine Frischwasserzufuhr wohl aus dem höher gelegenen Aleten. Diese wurde mittels hölzerner Teucheln errichtet.

## Geschichte
Ursprünglich nannte sich das Geschlecht der Ramsteiner von Gilgenberg (Thüring von Ramstein 1312 urkundlich als Herre ze Gilienberc), dann von Brislach. Somit könnte ein Zusammenhang mit der dortigen Holz-&Erdburg Moosgräben (östlich Breitenbach) – der frühesten Form des Burgenbaues in dieser Region – möglich sein. 1377 bekamen sie das Dorf Bretzwil als Lehen, und wechselten ihren Namen in Edelknechte von Ramstein.

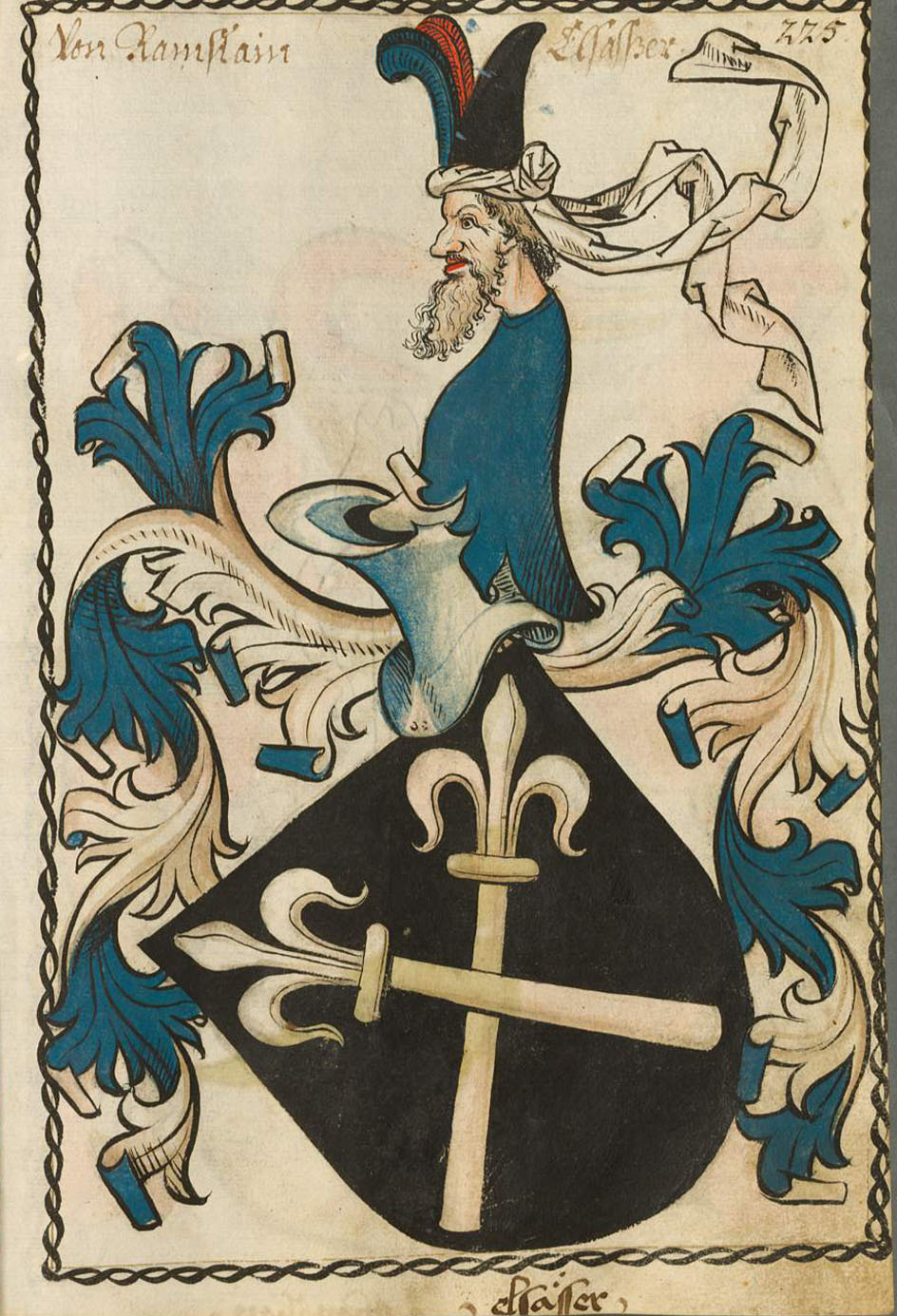
Das Wappen der Ramsteiner

Die Burg Ramstein müsste bereits 1170 bestanden haben, da sich die Ramsteiner in diesem Jahr an einer Fehde gegen das Kloster St. Alban beteiligten. Nachdem sich das Geschlecht der Ramsteiner im 13. Jahrhundert teilte, wurden die Rechte hälftig auf die beiden Hauptlinien aufgeteilt. 1303 wurde die Festung von den Baslern zerstört, weil die Ramsteiner einen Basler Bürger gefangen genommen hatten; ein damals gängiges Mittel, um rechtliche Forderungen durchzusetzen oder sich am Geschäftserfolg anderer zu beteiligen.
Nach dem Wiederaufbau hausten die Ramsteiner Hauptlinien auf Ramstein, Gilgenberg und in Zwingen, wo sie auch vom Basler Erdbeben getroffen wurden. Die Schäden an der Burg Ramstein sind nicht genau eruierbar, waren aber vermutlich gering, denn ein wesentlicher Unterbruch der Nutzung der Burg scheint nicht erfolgt zu sein.
Die Ramsteiner waren im 14. und 15. Jahrhundert recht expansiv und versuchten, sich weitere Herrschaften anzueignen, z. Bsp. die Rifenstein. 1459 starb die eine Hauptlinie der Ramsteiner aus, und so kam die Festung wieder in ungeteiltes Eigentum. Allerdings musste 1518 Christoph von Ramstein vermutlich aus wirtschaftlichen Gründen die inzwischen verwahrloste Burg mit den zugehörigen Rechten an die Stadt Basel verkaufen. Der Basler Vogt nahm eine teilweise Instandstellung der Anlage vor. Teile der immer baufälliger werdenden Burg wurden noch bis ins 19. Jahrhundert bewohnt. Dann trat ein rascher Verfall der schon stark geschädigten Bausubstanz ein; unbewohnte Teile wurden schon früher aus Sicherheitsgründen niedergerissen.
Das Wappen der Ramsteiner, die zwei gekreuzten Gleven, findet sich bei Bretzwil, Brislach, Nunningen, Zwingen und Zullwil.